# Pobeda (Pobedenskoe sel'skoe poselenie)
Pobeda (in lingua russa Победа) è un centro abitato dell'Adighezia, situato nel Majkopskij rajon. La popolazione era di 933 abitanti al dicembre 2018.